# IK Terra
IK Terra var en ishockeyklubb från Linköping bildad på ungdomsgården Linggården 1959. Föreningen startades som en kvartersklubb för de juniorer som inte tog plats i BK Kentys ishockeysektion och ishockeyn dominerade föreningen vid bildandet även om bordtennis och fotboll också fanns på agendan. Ursprungligen hette föreningen Terra-Linggården. Efterledet Linggården försvann efter ett år och förleden Terra antogs som namn.
Laget gick in i seriesystemets division IV 1959 men avancerade snabbt till division III. Då värvade man den välkände idrottsprofilen Bosse Ohlsson som tränare. 1965 vann man Division III Norra Sydsvenska första gången. Säsongen 1965/1966 spelade man i Division II, men räckte inte till utan kom sist. Det gavs dock tillfälle att vinna Norra Sydsvenska igen 1967 och nu var man bättre förberedd och kunde ta en sjundeplats i Division II säsongen 1967/1968. 1969 beslutade man att gå samman med BK Kenty.